# Yvrac
Yvrac é uma comuna francesa na região administrativa da Nova Aquitânia, no departamento da Gironda. Estende-se por uma área de 8,47 km². Em 2010 a comuna tinha 2 841 habitantes (densidade: 335,4 hab./km²).